# Rivierlandschap (Jacob Gerritsz. van Bemmel)
Rivierlandschap is een schilderij door de Noord-Nederlandse schilder Jacob Gerritsz. van Bemmel in het Centraal Museum in Utrecht.

## Voorstelling
Het stelt een rivierlandschap voor met op de linkeroever een jachtgezelschap en een koets getrokken door twee schimmels. Op de voorgrond blaast een man, zittend op een boomwortel, op een jachthoorn. Op de achtergrond komen twee ruiters aanrijden. In het water bevindt zich een veerboot met enkele figuren en twee koeien. Op de rechteroever staat een herberg met daarvoor nog meer figuren waaronder een visser. In het verschiet de contouren van een dorpskerk.

## Toeschrijving en datering
Het schilderij is linksonder gesigneerd en gedateerd ‘JvBemmeL / 1650’.

## Herkomst
Het werk werd op 29 april 1935 geveild door veilinghuis Christie's in Londen. De vermoedelijke koper was kunsthandelaar Cord Heinrich Schwagermann in Schiedam. Deze verkocht het in 1936 aan het Centraal Museum nadat hij het in 1935 in bruikleen gegeven had aan deze instelling. Deze aankoop kwam tot stand met steun van de Vereniging Rembrandt.